# Вацешпиці
Вацешпиці або Вазе (3,533m), найвища гора в групі Каунерґрат з Ецталю. Він розташований у Тіролі, Австрія. Гора має дві вершини, головну вершину та південну вершину на висоті 3503 м. Вона розташована між долинами Каунерталь на сході та Піцталь на заході. Гора складна для підйому через її звисаючі льодовики та круті хребти.